# Język blagar
Język blagar, także pura – język papuaski używany w indonezyjskiej prowincji Małe Wyspy Sundajskie Wschodnie. Według danych z 1981 roku posługuje się nim 11 tys. osób. Należy do grupy języków alor-pantar.
Jego użytkownicy zamieszkują wyspę Pura (z wyjątkiem dwóch wsi), mniejszą wyspę Tereweng na południe od Pura oraz szereg wsi na wschodnim wybrzeżu Pantar. Według Ethnologue jest używany też na południu wysepki Ternate. Skupiska migrantów z ludu Blagar występują w różnych zakątkach prowincji, zwłaszcza w miastach Kupang i Kalabahi. Sama społeczność określa swój język jako pi abaŋ hur („język naszej wsi”). 
Jest dość rozdrobniony dialektalnie, każda wieś (bądź grupa wsi) ma swoją własną odmianę języka. Różnice dotyczą przede wszystkim cech fonologii i leksyki, a w mniejszym zakresie gramatyki. Ethnologue wyróżnia następujące dialekty: apuri, bakalang, limarahing, pura. Etnolekt wyspy Tereweng bywa traktowany jako odrębny język, ma 800 użytkowników (1997). Język reta jest zdecydowanie odrębny, przy czym wśród jego użytkowników (stanowiących mniejszość) rozpowszechniła się także znajomość języka blagar. Niegdyś reta uznawano za dialekt blagar.
Według doniesień z 2012 r. pozostaje w użyciu i jest przyswajany przez dzieci, ale znajduje się pod presją języka indonezyjskiego, który jest wykorzystywany w edukacji. Już w latach 70. XX w. nie był stosowany w sferze religijnej. Dodatkowo na pocz. XXI w. na wyspie Pura wprowadzono dostęp do prądu, toteż za sprawą telewizji umocniły się wpływy języka narodowego.
Powstał skrótowy opis jego gramatyki .